# Émile Bastien-Lepage
Émile Bastien-Lepage né à Damvillers le 20 janvier 1854 et mort à Neuilly-sur-Seine le 19 janvier 1938 est un peintre français.

## Biographie

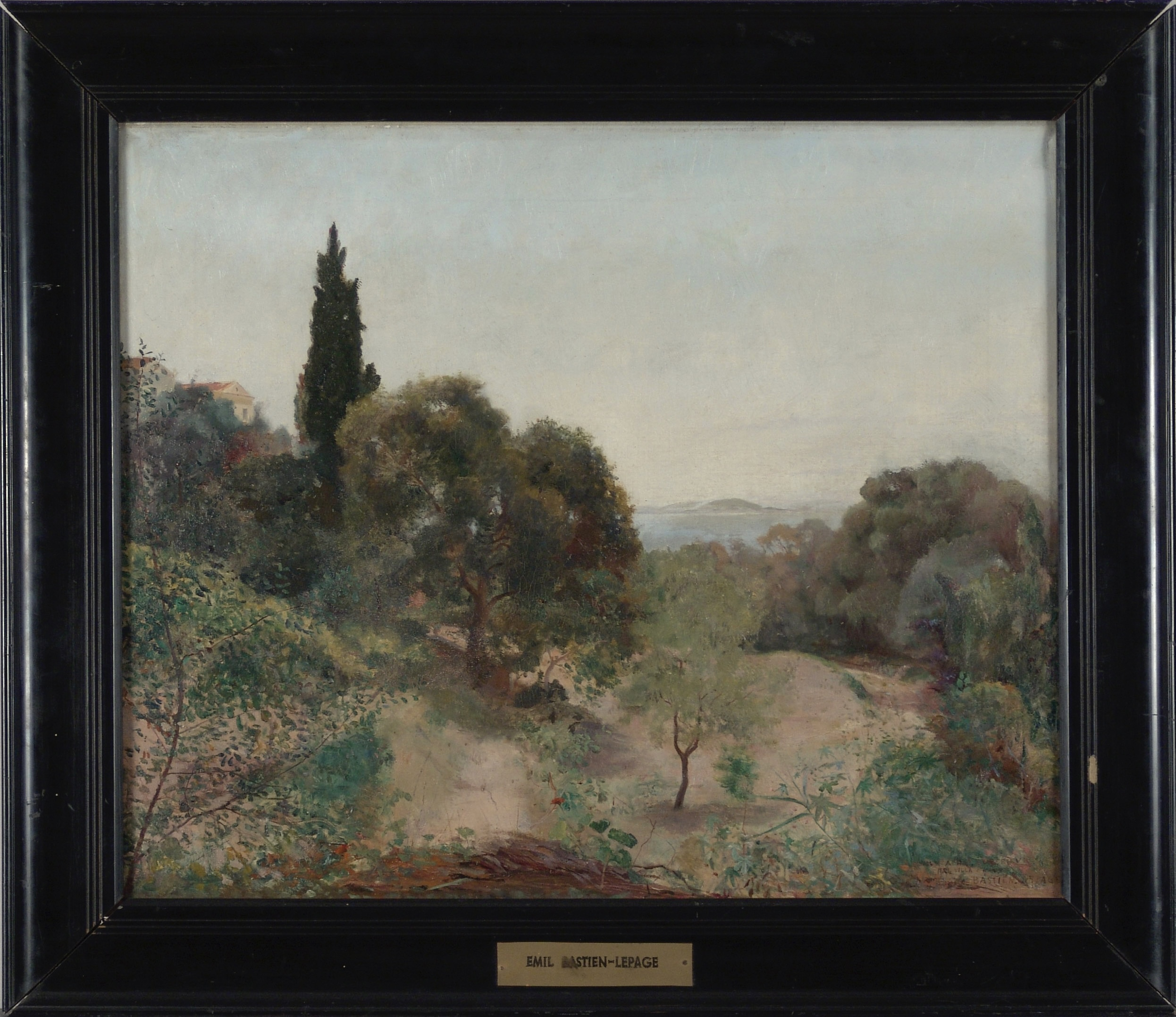
Paysage (Villa Chauve) (1884), Helsinki, musée d'Art Ateneum.

Fils de Claude Bastien et d’Adèle Lepage, frère et élève de Jules Bastien-Lepage (1848-1884) qui en fit en 1879 le portrait (Paris, musée d'Orsay), membre de la Société des artistes français, Émile Bastien-Lepage expose au Salon des artistes français de 1884 et de 1889 ainsi qu'à la Société nationale des beaux-arts dont il est sociétaire. 
Parmi ses œuvres, on peut citer : Intérieur paysan à Damvillers (1882), Villa chauve (1884), Homme déversant une brouette (1891).
En 1929, ses toiles Après la guerre, Le Doyen de la prairie et Autour de Damvillers sont remarquées.